# Éléa Gobbé-Mévellec
Pour les articles homonymes, voir Mévellec.
Éléa Gobbé-Mévellec est une animatrice et réalisatrice française, née le 25 juillet 1985.

## Biographie
Née en 1985, Éléa Gobbé-Mévellec est originaire de Bretagne, grandissant à Châteauneuf-du-Faou. Elle se passionne très tôt pour le dessin. Encouragée par son institutrice de maternelle, elle prend des cours de dessin avec le seul professeur de la commune dans ce domaine, Lionel Bianchi. Plus tard, elle passe un baccalauréat d'arts appliqués puis elle étudie l'animation à l'école des Gobelins.
Elle réalise deux courts métrages d'animation qui sont tous deux sélectionnés pour le prestigieux festival international du film d'animation d'Annecy : Madame, son film d'étude, puis Escale.
Elle travaille sur de nombreuses productions d'animation en France, comme animatrice ou conceptrice graphique. Elle se spécialise dans la création et l'animation des personnages.
Elle coréalise son premier long métrage avec Zabou Breitman, Les Hirondelles de Kaboul, qui sort en 2019. Dans le partage des tâches, elle s'occupe notamment de la conception graphique des personnages du film,, qui est adapté du roman homonyme de Yasmina Khadra. Le film est présenté au Festival international du film d'animation d'Annecy en 2018, où il reçoit le Prix d'aide à la diffusion de la Fondation Gan pour le cinéma.

## Filmographie
Sauf indication contraire, les informations mentionnées dans cette section peuvent être confirmées par les bases de données cinématographiques IMDb et Allociné,  présentes dans la section « Liens externes ».
- 2006 : Madame (court métrage d'études) - réalisation[4]
- 2008 : Escale (court métrage) - réalisation et scénario[7]
- 2011 : Le Chat du rabbin - animatrice
- 2012 : Le Jour des corneilles - animatrice
- 2012 : Ernest et Célestine - animatrice
- 2013 : L'Apprenti Père Noël et le Flocon magique - cheffe animatrice
- 2014 : Le Prophète - animatrice
- 2014 : Bang Bang ! (court métrage) - animatrice
- 2015 : Avril et le Monde truqué - animatrice
- 2016 : Lastman (série d'animation) - conception graphique
- 2019 : Les Hirondelles de Kaboul - coréalisation (avec Zabou Breitman) et conception graphique des personnages
- 2021 : Le Sommet des dieux - animatrice